# Egna

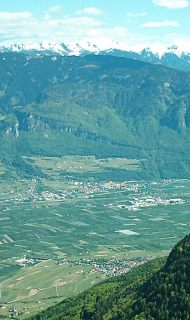
Egna vista desde el Passo della Mendola.

Localización de Egna en la Provincia de Bolzano.

Egna (en alemán Neumarkt) es un municipio de 4.648 habitantes perteneciente a la Provincia Autónoma de Bolzano. El 60% de sus habitantes tiene como lengua materna el alemán. Aparte de ser el centro principal del subcomprensorio de la Bassa Atesina, es la capital administrativa y cultural del comprensorio Oltradige-Bassa Atesina, a pesar de que solo sea el tercer municipio más poblado (después de Laives y Appiano).  
El pueblo está situado en la vaguada del valle, a 214 m de altitud, a la izquierda orográfica del río Adigio, y a 25 km al sur de Bolzano.  
Tiene (fuera del centro) una estación ferroviaria (Egna-Termeno/Neumarkt-Tramin), en la que solo paran los trenes regionales y un enlace con la Autostrada A22. Egna es una localidad que dispone de variados servicios, oficinas, tiendas, supermercados...
El nombre Egna deriva de la antigua Endidae, estación de correos romana sobre la calzada Claudio-Augusta: varias excavaciones arqueológicas han revelado un sitio bien conservado, que hoy es posible visitar.
| Comprensorio:        | Oltradige-Bassa Atesina                                         |
| Habitantes (2001)    | 61,65% idioma alemán 37,97% idioma italiano 0,37% idioma ladino |
| Alcalde:             | Alfred Vedovelli (SVP)                                          |
| Ciudades hermanadas: | Rheinfelden (Alemania)                                          |

## Historia
El municipio fue fundado como Neumarkt en el año 1189 por el obispo de Trento. Por su posición central en la Bassa Atesina y en las rutas comerciales norte-sur, el pueblo alcanzó en la Edad Media una cierta importancia económica y cultural.

## Evolución demográfica
| Gráfica de evolución demográfica de Egna entre 1921 y 2001                   |
|                                                                              |
| Fuente: Istituto Nazionale di Statistica - Elaboración gráfica por Wikipedia |